# Frans Lanting
Frans Lanting (* 13. července 1951 Rotterdam) je světově proslulý nizozemský fotograf divoké přírody, pracuje pro National Geographic, avšak jeho fotografie se objevují i v magazínech Audubon, Time, Life, Outdoor Photographer a dalších. Se svojí ženou Chris Eckstromovou, která je spisovatelkou, editorkou a producentkou, žijí v Santa Cruz v Kalifornii.

## Přístup a styl
Po více než dvě desetiletí dokumentoval život v divočině a vztah člověka k přírodě od Amazonky po Antarktidu. Zachycuje divokou zvěř jako velvyslanec pro ochranu ucelených ekosystémů, množství jeho publikací zvýšilo celosvětové povědomí o ohrožených ekologických vzácnostech ve vzdálených koutech planety. Několik posledních let pracoval s vědci od paleobiologů po astrofyziky na nové knize o evoluci života na zemi, osobní fotografické interpretaci života a jeho kořenů. V roce 2006 vydal knížku Life.
„Žít společně s albatrosy na malém ostrůvku uprostřed Tichého oceánu, toulat se se skupinou lemurů po lesích Madagaskaru… to byly chvíle, kdy jsem se učil vidět svět jinýma očima“, říká Lanting. „Na svých fotografiích usiluji o dokonalost, vyjadřující sílu, moc a důstojnost zvířat žijících ve volné přírodě.“

## Knihy
- Life: A Journey Through Time (2006)
- Jungles (2000)
- Penguin (1999)
- Living Planet (1999)
- Eye to Eye (1997)
- Bonobo, The Forgotten Ape (1997)
- Okavango: Africa's Last Eden (1993)
- Forgotten Edens (1993)
- Madagascar, A World Out of Time (1990)

### Česky vyšlo
- LANTING, Frans. Z očí do očí. Praha: Slovart, 2003. 251 s. ISBN 80-7209-545-5.

## Ocenění
- 2008 – Photographer of the Year, Photoimaging Manufacturers and Distributors Association
- 2005 – Cena Lennarta Nilssona
- 1997 – Cena Ansela Adamse, Sierra Club
- 1997 – World Press Photo – 2. místo – Příběhy přírody a životního prostředí
- 1991 – Fotograf roku divoké přírody (Wildlife Photographer of the Year)
- 1989 – World Press Photo
- 1988 – World Press Photo

## Galerie

Frans Lanting SS Rotterdam
Frans Lanting SS Rotterdam
Frans Lanting SS Rotterdam
Frans Lanting SS Rotterdam
Frans Lanting SS Rotterdam
Frans Lanting SS Rotterdam
Frans Lanting SS Rotterdam